# (2405) Welch
(2405) Welch (1963 UF) – planetoida z grupy pasa głównego asteroid okrążająca Słońce w ciągu 5,76 lat w średniej odległości 3,21 au. Odkryta 18 października 1963 roku.